# Tandi Mwape
Tandi Mwape (ur. 20 lipca 1996) – zambijski piłkarz grający na pozycji środkowego obrońcy. Od 2019 jest zawodnikiem klubu TP Mazembe.

## Kariera klubowa
Swoją karierę piłkarską Chama rozpoczął w klubie Green Eagles FC. W sezonie 2016 zadebiutował w jego barwach w pierwszej lidze zambijskiej. W latach 2017–2019 występował w Kabwe Warriors. W 2019 przeszedł do TP Mazembe. W sezonach 2019/2020, 2020/2021 i 2021/2022 wywalczył z nim trzy mistrzostwa Demokratycznej Republiki Konga.

## Kariera reprezentacyjna
W reprezentacji Zambii Mwape zadebiutował 2 czerwca 2019 w zremisowanym 2:2 i wygranym 4:2 po serii rzutów karnych ćwierćfinałowym meczu COSAFA Cup 2019 z Malawi, rozegranym w KwaMashu. W 2024 roku powołano go do kadry na Puchar Narodów Afryki 2023. Rozegrał w nim dwa mecze grupowe: z Demokratyczną Republiką Konga (1:1) i z Marokiem (0:1).